# Triglav
El Triglav es la montaña más alta de Eslovenia, se encuentra en los Alpes y mide 2.864 m de altitud. Esta montaña se halla en el noroeste de Eslovenia, muy cerca de la frontera entre Austria e Italia, siendo la más alta de los Alpes Julianos y de Eslovenia, país en el que se reconoce como un monumento nacional. Para la geografía física, constituye el saliente alpino noreste de la región física italiana.

## Topónimo

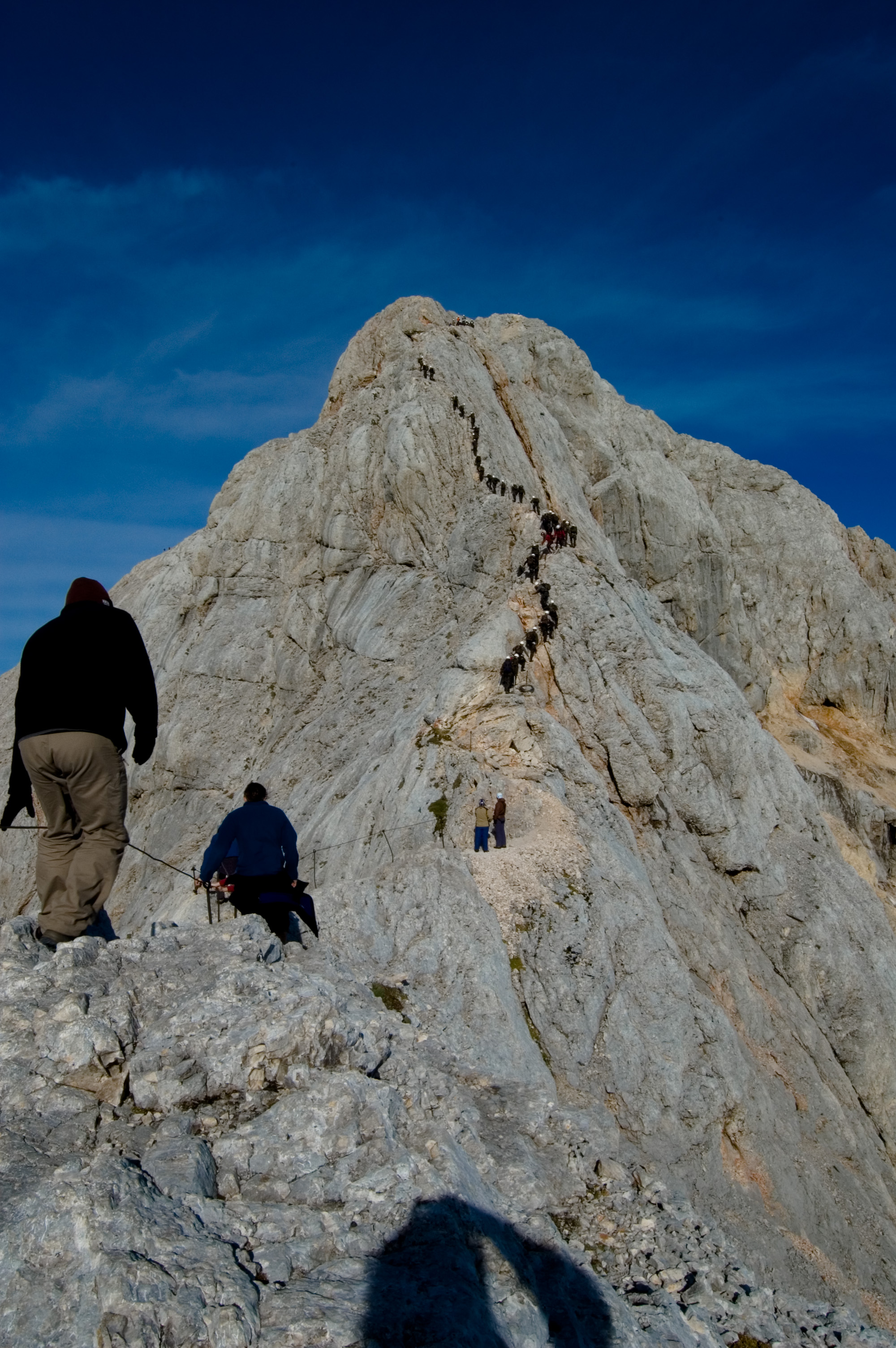
Personas subiendo a la cima del Triglav.

El nombre según la tradición deriva de su forma con tres puntas (Triglav significa tres cabezas) visibles desde el valle de Bohinj. Julius Kugy afirma que las tres puntas no son absolutamente reconocibles, dado que la cima aparece más como una gran bóveda unida a través de un puente natural a la cima lateral más pequeña el "pequeño Triglav" o mali Triglav): Kugy atribuye entonces el nombre al dios eslavo a las tres cabezas, Triglav también (de tri, tres y glava, cabeza), señor del aire, del agua y de la tierra, además de padre de los rayos, que según la leyenda tenía un trono sobre las nubes o sobre los montes latos. Para sostener esta tesis, Kugy relata el hecho de que ninguna de las expediciones al Triglav habla de tres cimas, sino siempre de la vía a través del Mali Triglav hacia la cima principal.
El nombre Triglav, por otro lado, aparece de forma reciente, sólo a partir del año 1840, y está por ello ligado al "renacimiento" de la identidad eslovena; en los documentos antiguos aparece siempre la forma Terglau, Terglou o  Terklou, que permanece aún en dialecto, del que la forma "Triglav" es la versión culta o escrita. En italiano se llama monte Tricorno.

## Geografía
Es conocido por su forma propia y su visibilidad desde distancias aun superiores a 100 km, notablemente desde el Estado federado austroesloveno de Carintia, en Austria. Su cara norte constituye una de las mayores prominencias de Europa.
El Triglav se encuentra en el medio del parque homónimo, al noroeste del país. Su superficie, de 84.800 Ha, representa el 4% del territorio del país. A sus pies se encuentran las fuentes de uno de los más importantes afluentes del Danubio, el río Sava y las del Isonzo que por su parte desemboca en el mar Adriático.

## Galería

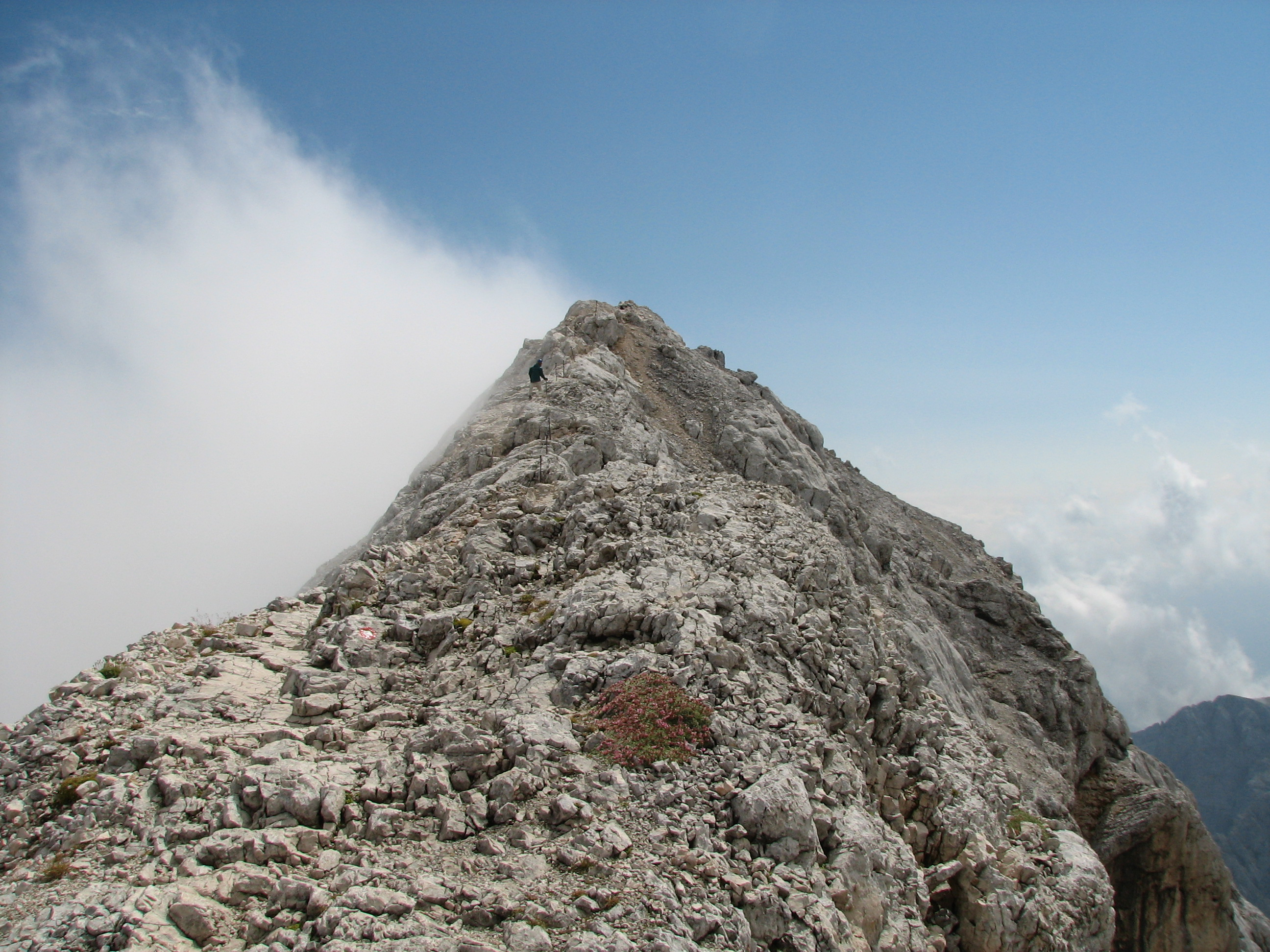
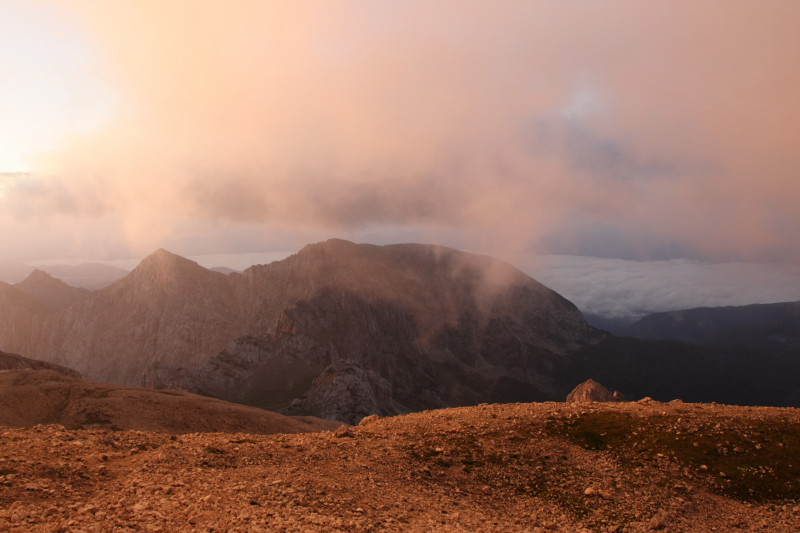
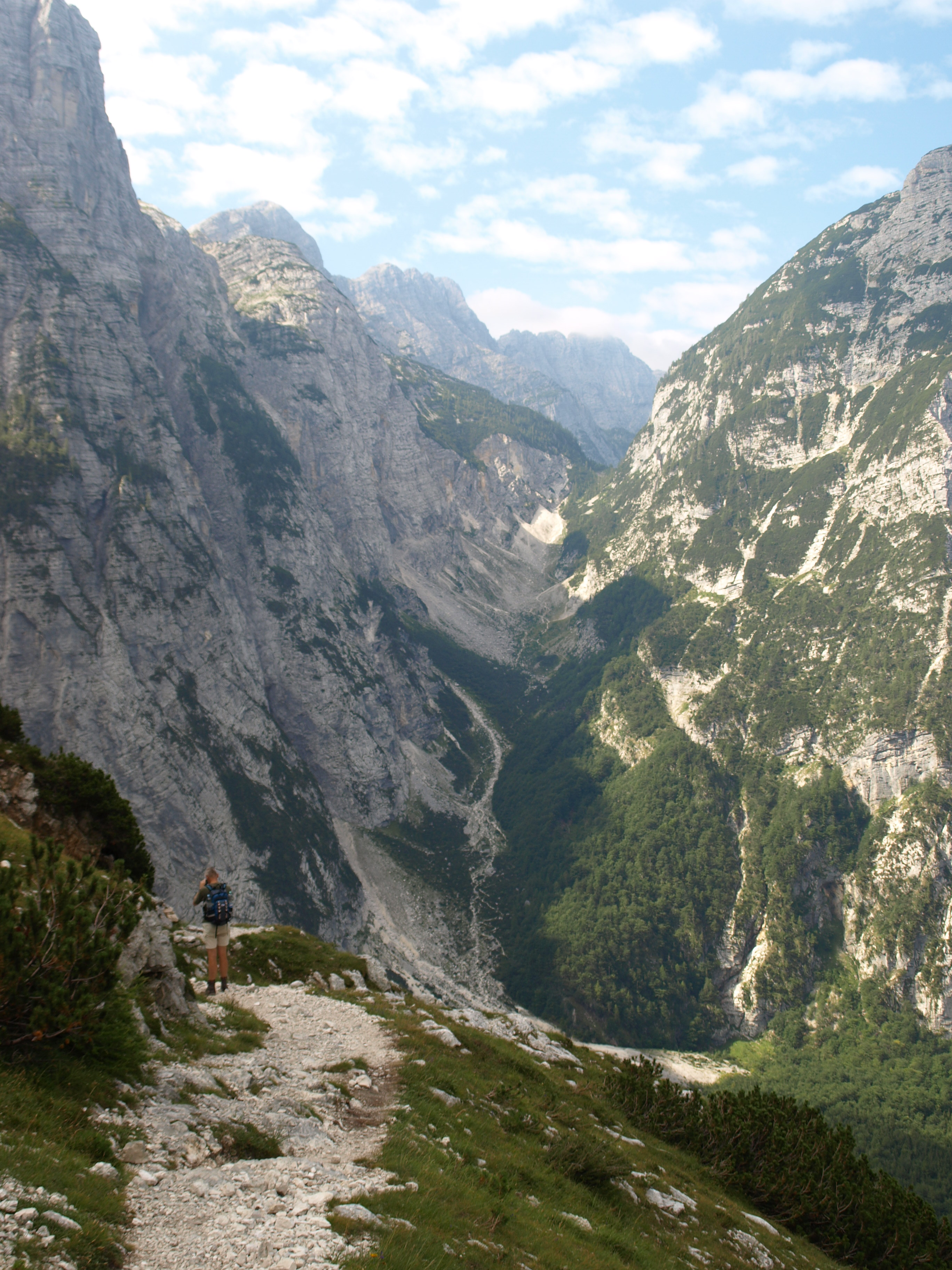
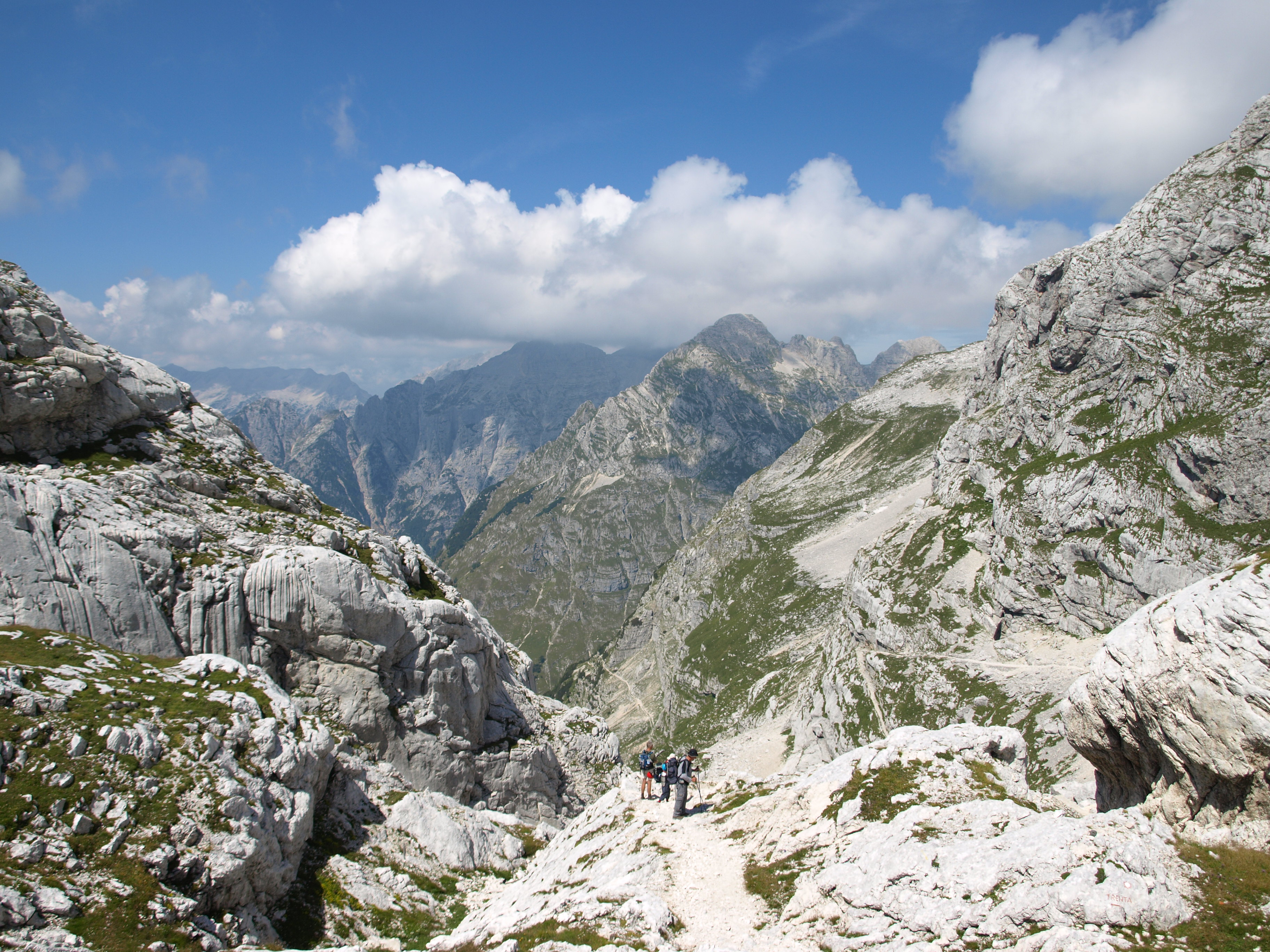
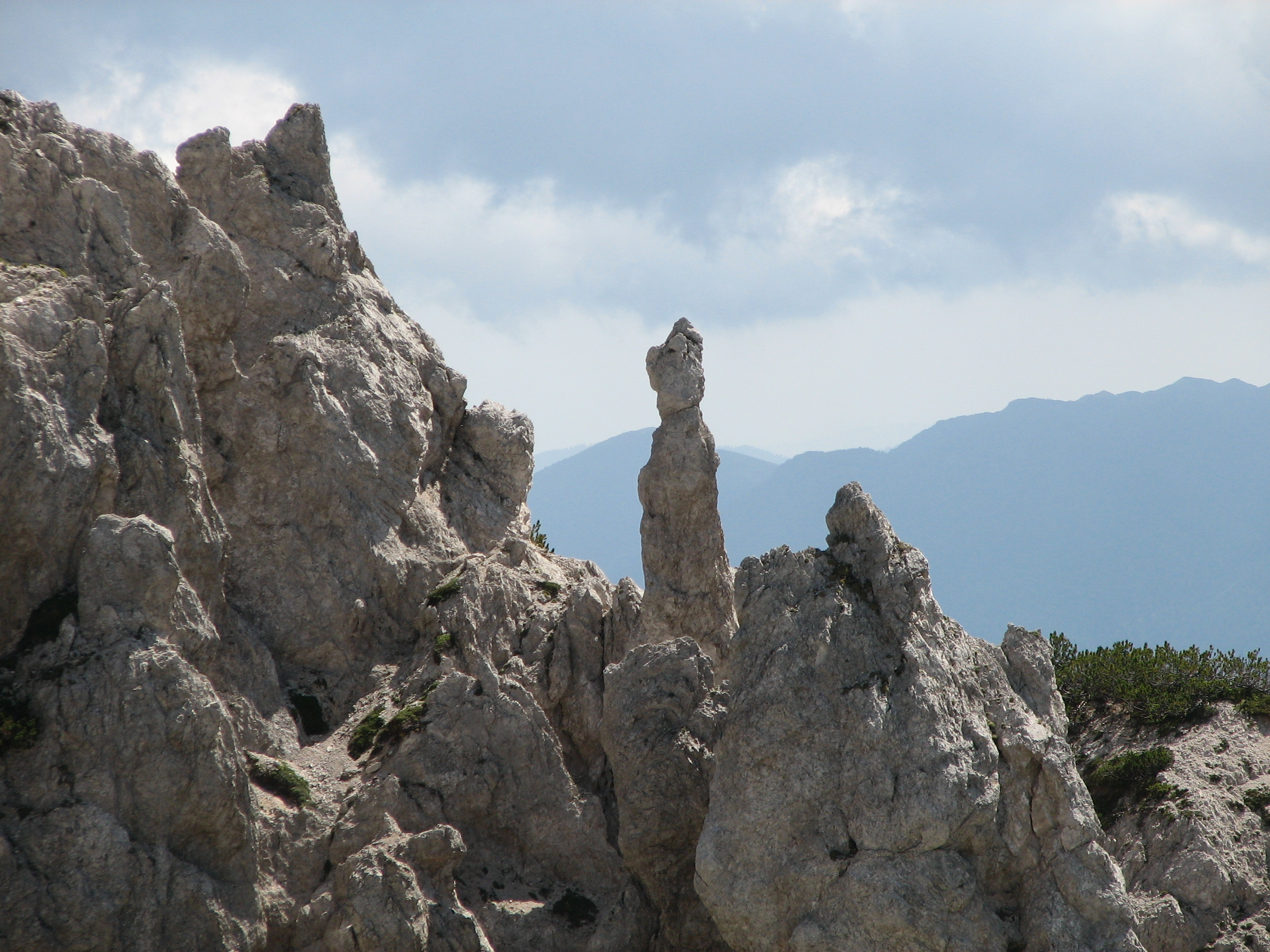
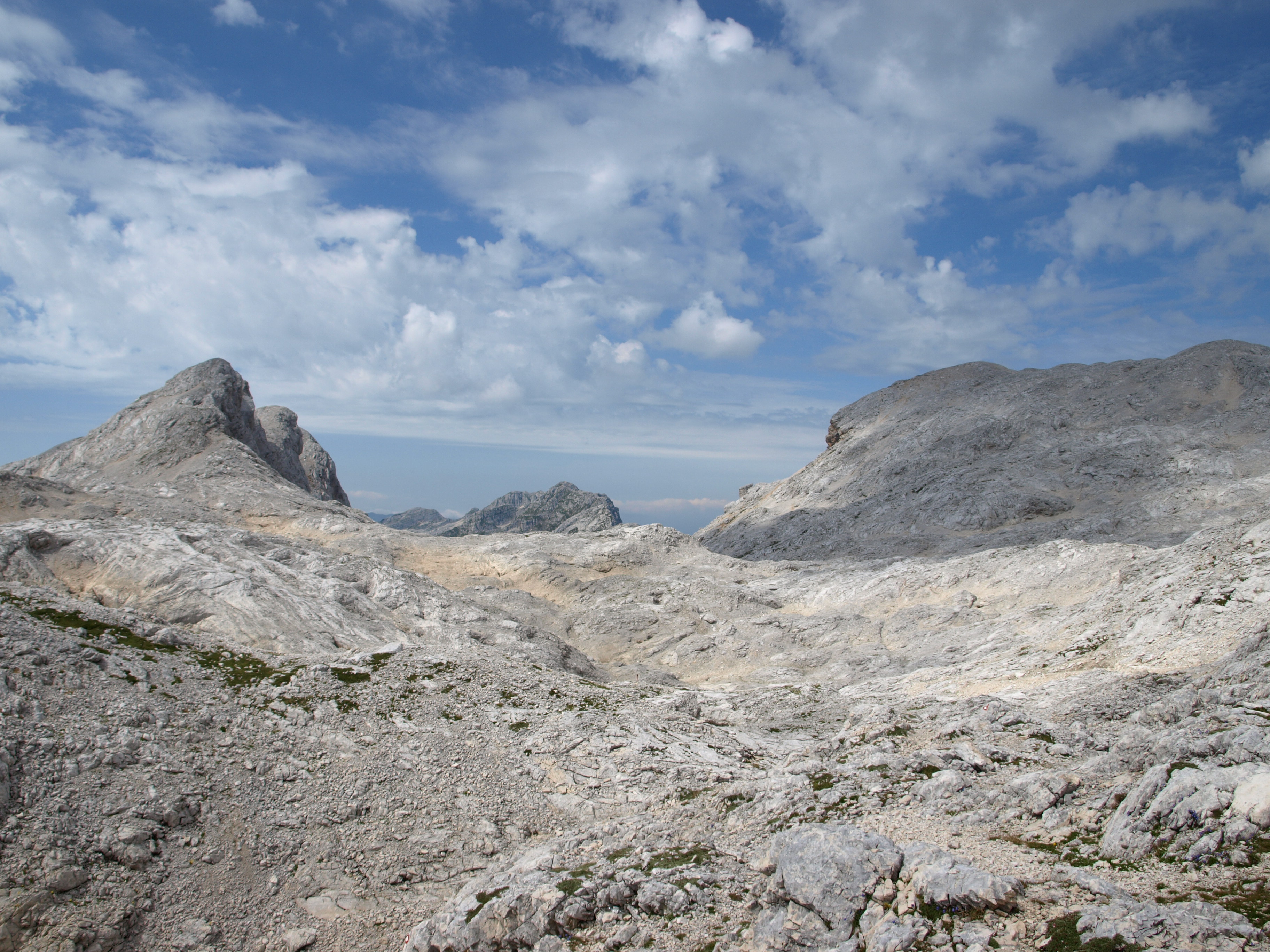
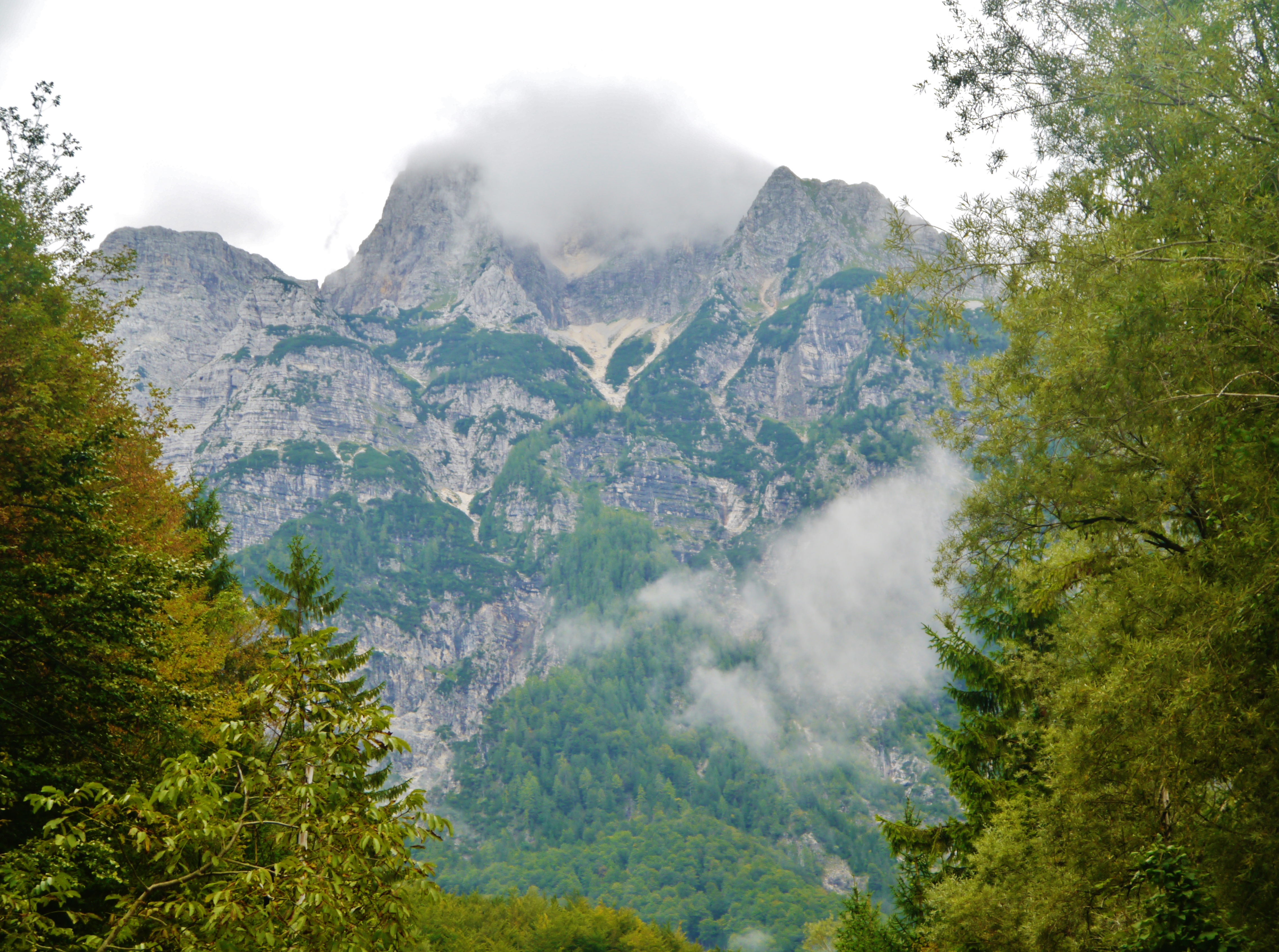
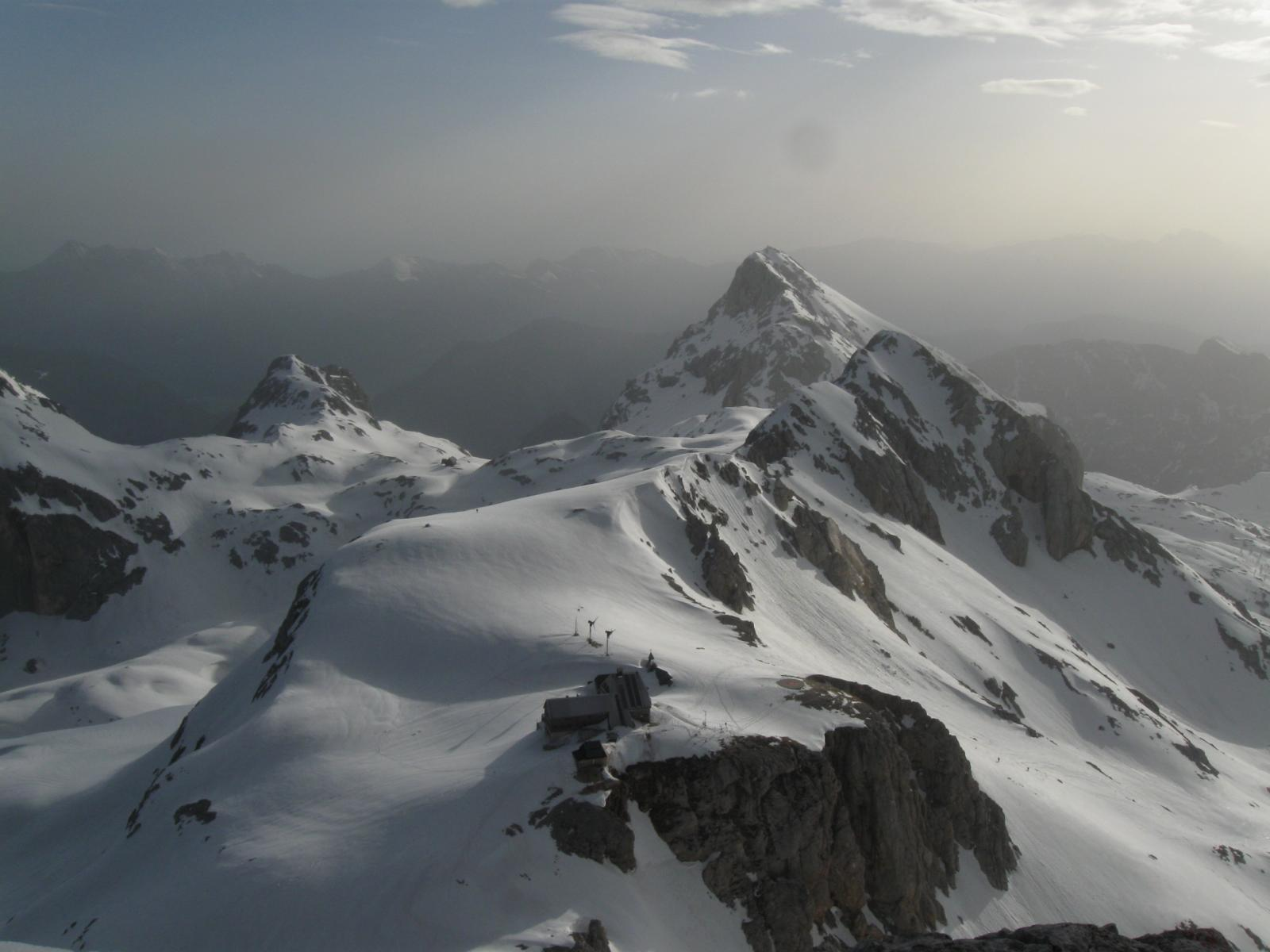
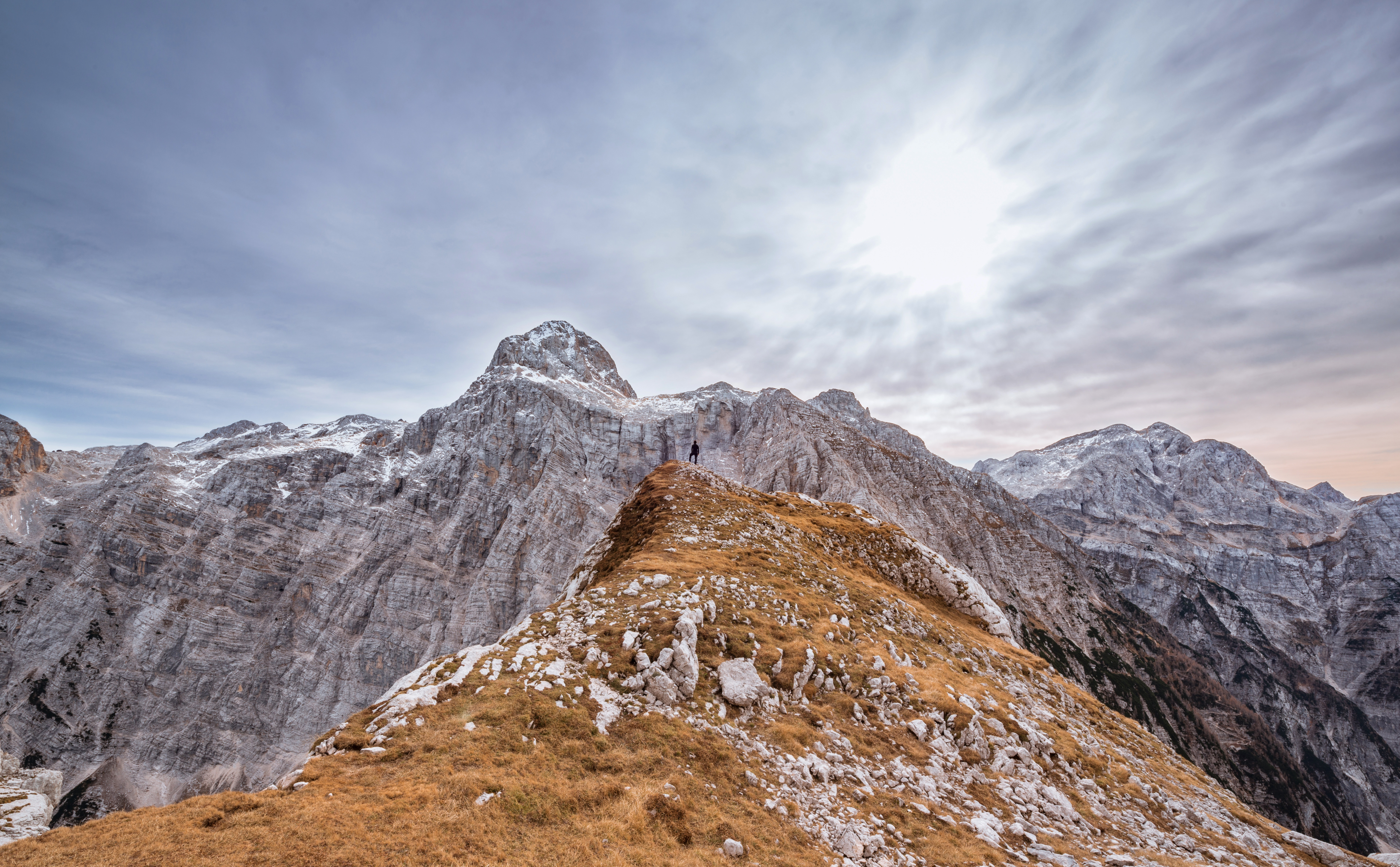
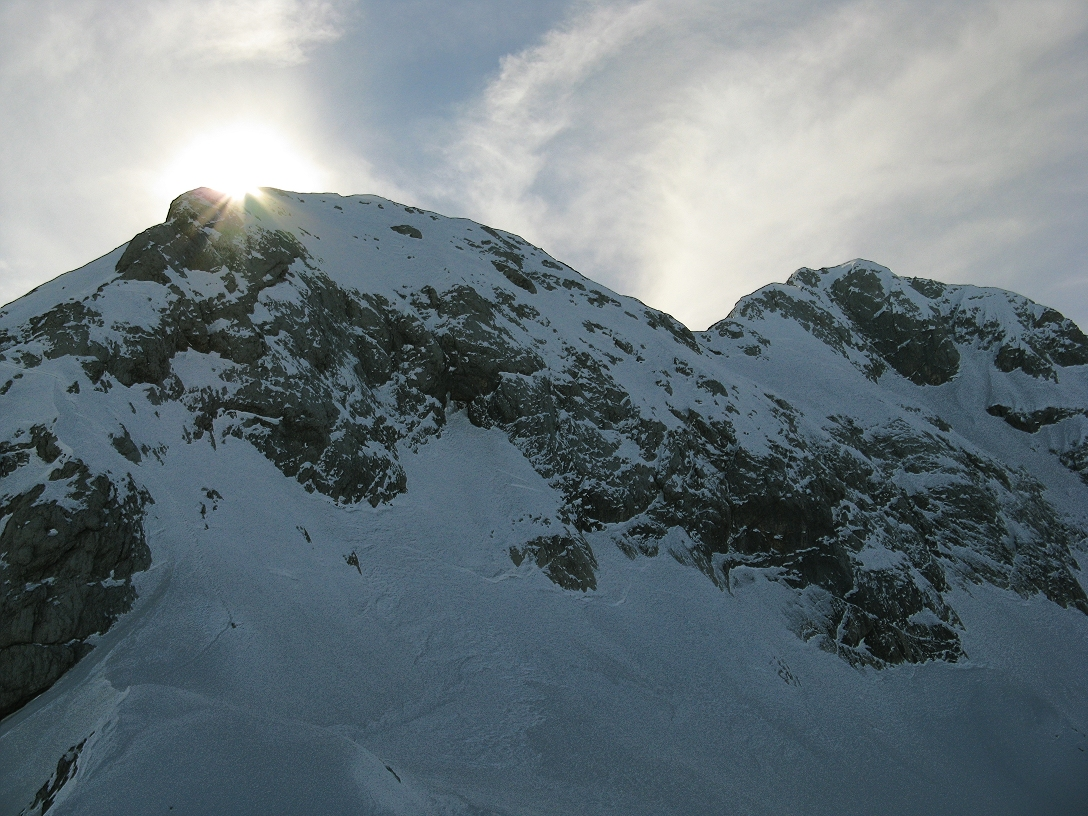

## Clasificación SOIUSA
Según la definición de la SOIUSA el Triglav se encuentra en:
- Gran parte = Alpes orientales
- Gran sector = Alpes del sudeste
- Sección = Alpes y Prealpes Julianos
- Subsección = Alpes Julianos
- supergrupo = Cadena del Triglav
- Grupo = Grupo del Triglav
- subgrupo = Nudo del Triglav
- Código = II/C-34.I-E.8.a

## Historia
El monte es un símbolo de la identidad eslovena. Se encuentra representado en forma estilizada en el escudo nacional, en la bandera y en la moneda eslovena de 50 céntimos de euro; además, según la tradición, todo hombre esloveno debe subir el Triglav por lo menos una vez en su vida. 
La montaña representa una vieja divinidad sudeslava, que tocaba con su primer punto el cielo, con la segunda la tierra y con la tercera, hacia abajo, el mundo subterráneo. Esta región también es la cuna de la leyenda eslovena de Zlatorog, la gamuza de los cuernos de oro.
Después de un intento infructuoso en el año 1777, la primera ascensión fue realizada el 26 de agosto de 1778 por Luka Korošec, Matija Kos, Štefan Rožič y Lovrenc Willomitzer a partir de una iniciativa del naturalista Sigismund Zoisy del profesor universitario Belsazar Hacquet.

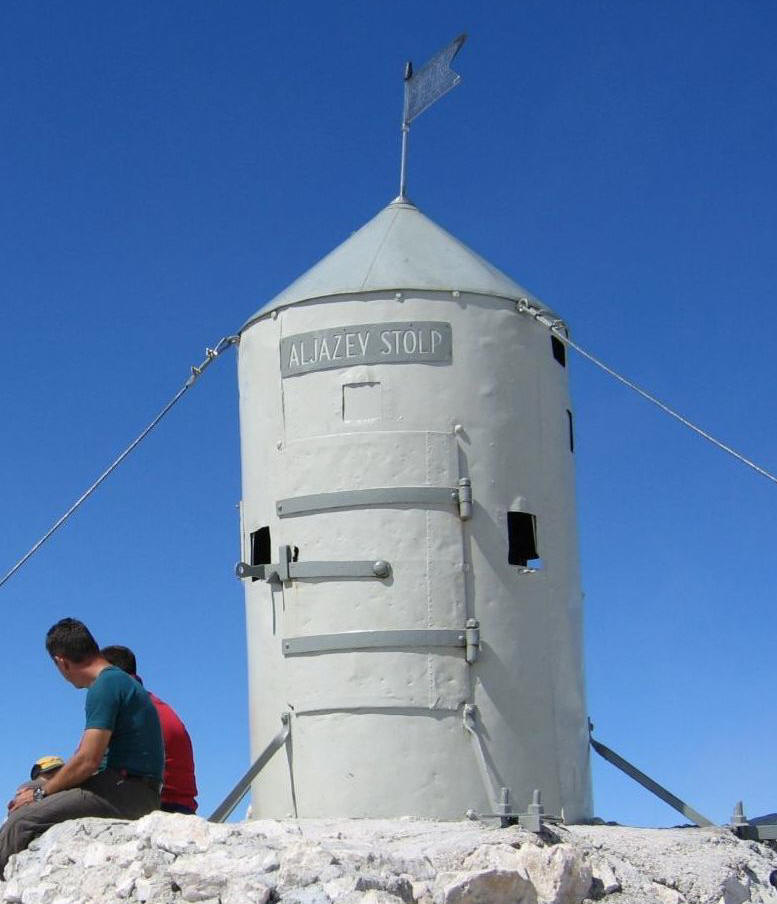
Aljazev stolp.

Sobre la cumbre del Triglav se encuentra un vivac característico llamado Aljažev stolp (torre de Aljaž). Ofrece a los alpinistas, durante las tempestades, un refugio breve. Fue construido el 7 de agosto de 1895 por Jakob Aljaz, un sacerdote de Dovje. Su estructura metálica fue construida por A. Belec de Sainte-vit y restaurada en 1922 por Alojz Knafelc, que tuvo la idea de añadirle la bandera de Eslovenia.
Desde el año 1919 hasta 1943 era el monte más alto de la provincia de Gorizia y estaba en la frontera con el reino de Yugoslavia.